# Пелтініш (Ботошань)
Пелтініш (рум. Păltiniș) — село у повіті Ботошані в Румунії. Входить до складу комуни Пелтініш.
Село розташоване на відстані 422 км на північ від Бухареста, 52 км на північ від Ботошань, 137 км на північний захід від Ясс.

## Населення
За даними перепису населення 2002 року у селі проживали 2083 особи, усі — румуни. Усі жителі села рідною мовою назвали румунську.